# レニングラード (カメラ)
レニングラード（Leningrad ）は、ソ連でレニングラード光学器械企業にて製造されたカメラおよびそのブランドである。

## プロトタイプ
製造初年は1953年。H.Fribbeが設計したプロトタイプで、
コンタックス－キエフタイプで縦走鎧戸式シャッターを採用。
マウントは40.5mmスクリューマウント。
F.L.Burmistrov(1930)の基本発明のスプロケット定位置安定型の通常巻き上げ機構を採用。
この試作機は世界で数台しか確認されていない。

## 普及機
普及機の製造年は1956年-1968年。
I.Shapiroの設計した普及機で製造台数約70,000台。
特徴は、0.68倍ガリレオファインダーで基線長57mm実像式二重像上下スプリット状合致式、ファインダー内に35mm、50mm、85mm、135mmのフレームを黒枠細線で常時表示、
通常のスプロケットに拠る駒位置の停止機構を有さず、ゼンマイによる自動巻き上げ機構により、第1駒の間隔を規準にし、順に巻き上げドラムの回転数を一致したまま回転するため駒間隔が広がる機構を搭載。新たにゼンマイ巻上げ後に約12駒まで連続して撮影可能。シャッター機構はプロトタイプと異なりライカと同様の横送りフォーカルプレーンシャッターに変更。
シャッター速度は、1秒から1/1000秒まで、フラッシュ同調は1/25秒。
セルフタイマーを内蔵（コンタックス－キエフ形式）。外観にエンボス仕上げ。
レンズマウントはライカスクリューマウントの国際規格39mm採用。

## 参照
1. ↑  King-2